# Alterre Bourgogne-Franche-Comté
Alterre Bourgogne-Franche-Comté, l'Agence régionale pour l’environnement et le développement soutenable est une association loi de 1901. Créée en 2006, elle a succédé à l'OREB (Observatoire régional de l'environnement en Bourgogne).

Elle est financée principalement par le Conseil régional de Bourgogne-Franche-Comté, l'ADEME et la DREAL. Certains dossiers bénéficient en outre de financements provenant des conseils départementaux, des agences de l'eau et de l'Europe (fonds FEDER).

Elle est membre du RARE (Réseau des agences régionales de l’énergie et de l'environnement).
Avant la fusion des régions en 2016, l'association ne couvrait que le territoire bourguignon.

## Missions
Alterre Bourgogne-Franche-Comté cherche à favoriser la prise en compte de l'environnement et du développement soutenable dans les politiques et les actions des territoires.
L’agence poursuit 4 grands objectifs : 
- Améliorer la connaissance
- Construire une culture commune
- Favoriser les pratiques responsables
- Repérer les enjeux de demain

## Activités
Ses domaines de compétences sont : 
- L'observation de l'environnement et l'appui à l'évaluation des politiques publiques
- L'accompagnement des acteurs de territoire
- La promotion de l’éducation relative à l'environnement

## Organisation
L'association est administrée par une assemblée générale, un conseil d'administration et un bureau. Elle est constituée de 74 membres répartis en 4 collèges :
- Collège 1 : Collectivités locales, EPCI et les associations les représentant,
- Collège 2 : Associations,
- Collège 3 : Établissements publics,
- Collège 4 : Partenaires associés.

Le président d'Alterre Bourgogne-Franche-Comté est Jean-Marc RÉTY, Conseiller régional Bourgogne-Franche-Comté. Il est par ailleurs également conseiller métropolitain à Dijon Métropole et 1er adjoint aux Solidarités et au Personnel Municipal et à l’Agenda 2030 à la ville de Longvic.
Historique de la présidence d'Alterre :
1. Jean-Patrick MASSON (de 2006 à décembre 2024)
2. Jean-Marc RÉTY (depuis décembre 2024)

Historique de la direction d'Alterre :
- Philippe DEVIS
- Régis DICK
- Nadège AUSTIN
- Aurélien LOOS (de janvier 2019 à août 2021)
- Axel OTHELET (de novembre 2021 à décembre 2024)
- (en cours de recrutement en 2025[6])